# Forschungszentrum Weihenstephan für Brau- und Lebensmittelqualität
Das Forschungszentrum Weihenstephan für Brau- und Lebensmittelqualität der TU München ist eine Nachfolgeorganisation der Staatlichen Brautechnischen Prüf- und Versuchsanstalt in Weihenstephan. Das neue Institut deckt das gesamte Spektrum der vorangegangenen Institution und darüber hinaus den Lebensmittelbereich ab. Leiter des Forschungszentrums bis 2012 war der deutsch-türkische Chemiker Harun Parlar. Seit 2013 wurde das Zentrum von Fritz Jacob und wird seit 2022 von Martina Gastl geleitet.
Durch verstärkte Forschung in Zusammenarbeit mit dem Lehrstuhl für Chemisch-Technische Analyse und Chemische Lebensmitteltechnologie der Technischen Universität München-Weihenstephan werden sich die zusätzlichen Aktivitäten weltweit nicht nur auf ein umfassendes Beratungs- und Untersuchungsprogramm für Partner der Brauerei-, Mälzerei-, Getränkewirtschaft und Lebensmittelbranche konzentrieren, sondern auch auf die Forschung und Entwicklung in allen genannten Gebieten.
In der chemisch-technischen Abteilung erfolgen die Untersuchungen von Rohstoffen, Zwischen- und Nebenprodukten,
Fertigerzeugnissen und von Hilfs- und Betriebsmitteln.
Die Abteilung für Umwelt- und Sonderanalytik führt weitergehende Untersuchungen von Rohstoffen, Bieren, Wässern und Lebensmitteln durch, auch solche, die im Rahmen der Trink- und Lebensmittelverordnung überwacht werden. Die mikrobiologische Abteilung hat sich auf die spezifischen Untersuchungen von Wasser, Hefe, Würze, Bier, alkoholischen Getränken und jeglicher Arten von Lebensmitteln konzentriert. Das Forschungszentrum hält und liefert als eine der vier wichtigsten Hefebanken in Deutschland eine große Sammlung von kommerziell nutzbaren Hefen.
In der Abteilung Lebensmittelanalytik werden Qualitätskontrollen einschließlich Rückstände, Export- und Importkontrollen sowie Vorzertifizierungsarbeiten mit modernsten Methoden durchgeführt.
Das Forschungszentrum Weihenstephan für Brau- und Lebensmittelqualität besitzt die Akkreditierung nach DIN EN 17025 sowie die Zulassung der Analytischen Qualitätssicherung Bayern (AQS) und die Zertifikate gemäß Anlage 1 TrinkwVO.